# Metro (jornal britânico)
Metro é um tabloide grátis disponível em partes do Reino Unido, publicado pela Associated Newspapers, parte da Daily Mail and General Trust. É publicado de segunda a sexta (exceto nos feriados) em diversos serviços de transporte público de alguns centros urbanos e e em outros estabelecimentos, como cafés, locais de trabalho, pontos de ônibus, etc. Alguns empregados também têm sido utilizados para distribuir cópias para pedestres.
O jornal foi lançado apenas em Londres em março de 1999 e com seu crescimento, em 2006, ele podia ser encontrado em diversos centros urbanos do Reino Unido, como em Birmingham, Brighton, Bristol, Cardiff, Derby, Edimburgo, Glasgow, Leeds, Leicester, Liverpool, Londres, Manchester, Nottingham, Newcastle e Sheffield.